# Kỵ sĩ rồng (tiểu thuyết)
Kỵ Sĩ Rồng (Dragon Rider, tựa gốc Drachenreiter) là một tiểu thuyết thiếu nhi của tác giả người Đức Cornelia Funke. Tác phẩm được xuất bản bằng tiếng Anh vào năm 2004 bởi The Chicken House (Anh) và Scholastic Inc. (Mỹ).
Nội dung truyện xoay quanh cuộc phiêu lưu của một con rồng bạc tên Firedrake, một tiểu phúc thần tên Sorrel, và một cậu bé con người tên Ben, nhằm tìm kiếm phần một vùng đất trên dãy núi Himalaya với tên gọi Vành đai thiên đàng - làm nơi trú ẩn an toàn cho dòng giống của Firedrake trước nguy cơ nơi ở hiện tại bị tiêu diệt bởi con người.
Tác phẩm đã đạt được thành công lớn sau khi phát hành bản tiếng Anh, nằm trong danh sách Sách bán chạy nhất của New York Times trong 78 tuần,  với vị trí đầu tiên trong danh sách Sách bán chạy nhất dành cho trẻ em.
Phần tiếp theo, Dragon Rider: The Griffin's Feather, được xuất bản hơn một thập kỷ sau đó vào năm 2017, và bộ phim chuyển thể cùng tên được phát hành vào năm 2020.

## Sơ lược nội dung
Firedrake là một chú rồng trẻ sống trong một thung lũng ẩn ở Scotland cùng với những con rồng khác. Sau khi nhận ra rằng con người có ý định làm ngập thung lũng, Firedrake lên đường với sự hướng dẫn của Râu Xám (Slatebeard) - thành viên lớn tuổi nhất trong gia tộc rồng - để tìm Vành đai thiên đàng (Ring of Heaven), một địa điểm huyền thoại làm nơi trú ẩn an toàn cho tất cả các loài rồng.
Firedrake đi đến thành phố cùng với người bạn của mình là Sorrel, một tiểu phúc thần (brownie), để tìm một con chuột chuyên làm bản đồ tên Gilbert Graytail. Bộ đôi gặp cậu bé loài người tên Ben. Ben cho Sorrel quần áo của con người để cô có thể cải trang tìm Gilbert. Sau đó, Firedrake và Sorrel quyết định đưa Ben đi cùng.
Trong cuộc hành trình, bộ ba đã gặp gỡ nhiều sinh vật huyền thoại, cũng như phải liên tục chạy trốn Nettlebrand Kẻ bằng Vàng (Golden One) - một con rồng bằng vàng khổng lồ luôn tìm cách săn lùng và tiêu diệt loài rồng.

## Đón nhận
Sau khi nhận được sự hoan nghênh của giới phê bình ở Đức vào năm 1997, Kỵ sĩ rồng được dịch sang tiếng Anh và phát hành tại Hoa Kỳ vào năm 2004. Tác phẩm sau đó đã trở thành một thành công lớn. Kỵ sĩ rồng nằm trong danh sách Sách bán chạy nhất của The New York Times trong 78 tuần, đạt vị trí số một trong danh sách Sách bán chạy nhất dành cho trẻ em.

## Phần tiếp theo
Cuối năm 2015, Cornelia Funke đã tiết lộ chi tiết về phần tiếp theo của Kỵ sĩ rồng, có tựa đề A Griffin's Feather. Nội dung lấy bối cảnh hai năm sau cuốn sách đầu tiên, khi Ben sống cùng gia đình Greenbloom tại trung tâm động vật ở Na Uy.
Sách được xuất bản tại Đức với tựa đề Drachenreiter: Die Feder eines Greifs vào ngày 23 tháng 9 năm 2016. Bản tiếng Anh - Dragon Rider: The Griffin's Feather - được xuất bản vào ngày 5 tháng 7 năm 2017.
Funke cũng đã thông báo về kế hoạch cho cuốn sách thứ ba, có tựa đề dự kiến là The Volcano Adventure.

## Chuyển thể
Bộ phim chuyển thể cùng tên được phát hành vào năm 2020.